# Khvicha Kvaratskhelia
Pour les articles homonymes, voir Kvaratskhelia.
Khvicha Kvaratskhelia (en géorgien : ხვიჩა კვარაცხელია, Khvitcha Kvaratskhelia) ou simplement Kvara, né le 12 février 2001 à Tbilissi en Géorgie, est un footballeur international géorgien qui évolue au poste d'ailier gauche au Paris Saint-Germain.
L'attaquant est formé au Dinamo Tbilissi et y débute au niveau professionnel. Il passe ensuite par le FC Roustavi, le Lokomotiv Moscou, le Rubin Kazan, puis rompt son contrat en Russie en mars 2022 à cause de l'invasion de l'Ukraine par la Russie et termine la saison avec le Dinamo Batoumi. Il rejoint alors le SSC Napoli puis il est transféré au Paris Saint-Germain.

## Biographie

### En club

#### Formation au Dinamo Tbilissi
Khvicha Kvaratskhelia est le fils de Badri Kvaratskhelia (en), international azerbaïdjanais. Natif de Tbilissi en Géorgie, il est formé par le club local du Dinamo Tbilissi.
Il joue son premier match en professionnel alors qu'il a seulement 16 ans, le 29 septembre 2017, face au Kolkheti 1913 Poti. Il se montre décisif dès son premier match en délivrant la passe décisive sur le but égalisateur (match nul, 1-1).

#### Départ pour la Russie
Le 12 février 2019, jour de ses 18 ans, Khvicha Kvaratskhelia est prêté au Lokomotiv Moscou. Le 10 mars 2019, il joue son premier match avec le Lokomotiv face à l'Anji Makhatchkala. Il entre en jeu à la place de Jefferson Farfán et son équipe s'impose par deux buts à zéro. Il quitte le club à l'issue de la saison et un titre de champion avant de rompre son contrat avec le FC Roustavi.
Le 2 juillet 2019, il rejoint librement le Rubin Kazan. Il inscrit son premier but sous ses nouvelles couleurs lors de sa première apparition, le 15 juillet 2019, lors de la première journée de la saison 2019-2020 du championnat russe contre le Lokomotiv Moscou. Entré en jeu ce jour-là, son but permet à son équipe d'égaliser et d'obtenir le point du match nul (1-1, score final). À l'été 2021, il est proche de rejoindre le Juventus FC et son nom est également associé au Bayern Munich et à l’AC Milan. Joueur du Rubin Kazan entre 2019 et 2022, il y dispute 73 matches.
Le 24 mars 2022, après la suspension de son contrat au Rubin Kazan en raison de l'invasion russe en Ukraine, il est transféré au Dinamo Batoumi. Le retour du prodige géorgien remplit les 20 000 places du stade de la ville touristique pendant les trois derniers mois du championnat national. Il dispute onze matchs avec le Dinamo Batoumi, pour huit buts et deux passes décisives.

#### Confirmation au SSC Napoli
Le 1er juillet 2022, lors du mercato estival, Khvicha Kvaratskhelia rejoint l'Italie pour s'engager auprès du SSC Napoli pour environ 10 millions d'euros. Le joueur signe un contrat de cinq ans, et devient le premier Géorgien de l'histoire du club. Fan de Cristiano Ronaldo, il ne peut prendre son numéro 7 et opte donc pour le 77,. À Naples, il est surnommé Kvaradona en hommage et comparaison à Diego Maradona, légende de ce club, et son choix identique de chanson à son arrivée.
Le 15 août 2022, il fait sa première apparition pour les Partenopei lors de la 1re journée de la saison 2022-2023 de Serie A face au Hellas Vérone, contre qui il inscrit son premier but et délivre une passe décisive pour Piotr Zieliński (victoire, 5-2),. Le 21 août 2022, le joueur inscrit un doublé face à l'AC Monza (victoire, 4-0) et devient seulement le quatrième joueur de Naples à marquer au cours de ses deux premiers matchs de Serie A depuis 2010,. Ses prestations lui valent d'être déjà nommé joueur du mois d'août 2022 en Serie A.
Le 3 septembre 2022, il permet à son équipe de l'emporter au Stadio Olimpico contre la Lazio de Rome avec un but (victoire, 1-2),. Le 7 septembre suivant, il dispute son premier match de Ligue des champions contre le Liverpool FC et délivre une passe décisive à Giovanni Simeone (victoire, 4-1). En dix rencontres , il marque à cinq reprises et offre cinq passes décisives. Il inscrit son premier but en C1 le 4 octobre 2022 face à l'Ajax d'Amsterdam (victoire, 6-1), délivrant une passe décisive en plus de son but,, pour le plus large succès à l'extérieur de son histoire en coupe d'Europe. Il devient le premier joueur géorgien à marquer un but en phase de groupe de C1 depuis 17 ans et Levan Kobiashvili en novembre 2005. Au match retour face à l'Ajax, le 12 octobre 2022, Naples s'impose 4-2 et l'ailier géorgien se distingue à nouveau par un but et une passe décisive, lui permettant d'être élu homme du match.
Le 29 octobre 2022, Naples domine l'US Sassuolo 4-0 et il délivre deux passes décisives à Victor Osimhen et inscrit un nouveau but. Le 13 janvier 2023, Naples accueille la Juventus FC qui n'ayant encaissé que 7 buts en Serie A et enchaîne huit victoires consécutives. Les Napolitains s'imposent 5-1 et le jeune Géorgien inscrit le but du 2-0 et donne deux passes décisives, à Amir Rrahmani pour le but du 3-1, puis à Victor Osimhen pour le but du 4-1,. il est élu meilleur joueur de Serie A à l'issue de la saison 2022-2023.
Alors qu'il s'apprête à commencer l'Euro avec la Géorgie en juin 2024, son agent et son père révèlent publiquement la volonté du joueur de quitter Naples. Quelques heures après ces déclarations, Naples répond par communiqué et assure que le Géorgien n'est pas à vendre.

#### Transfert au Paris Saint-Germain
Le 17 janvier 2025, Khvicha Kvaratskhelia s'engage avec le Paris Saint-Germain en paraphant un contrat de quatre ans et demi, soit jusqu'en juin 2029,. L'ailier de 23 ans, qui est par ailleurs le premier joueur géorgien de l'histoire du club de la capitale, portera le no 7,,. Le montant du transfert est estimé à 70 millions d'euros,.
Kvaratskhelia inscrit son premier but pour le PSG le 7 février 2025, lors d'un match à domicile contre l'AS Monaco, en championnat. Titularisé ce jour-là, il participe à la victoire de son équipe par quatre buts à un,. Le 19 février, Kvaratskhelia a inscrit son premier but pour le PSG en Ligue des champions, marquant et ayant été passeur décisif lors de la victoire 7-0 contre une autre équipe de Ligue 1, Brest.
Le 5 avril 2025, après une victoire 1-0 contre Angers, le PSG remporte son treizième titre de Ligue 1, et Khvaratshkelia devient ainsi le premier Géorgien à gagner le Championnat de France.
Le 31 mai 2025 il est titulaire lors de la finale de la Ligue des Champions face à l'Inter Milan. Au cours de cette soirée il inscrit le quatrième but de son équipe et remporte cette compétition pour la première fois de sa carrière sur le score de 5 à 0.

### En équipe nationale
Avec les moins de 17 ans, Khvicha Kvaratskhelia inscrit deux doublés : contre la Moldavie et le Kirghizistan. Il inscrit un total de 15 buts dans cette catégorie d'âge.
Le 15 novembre 2019, il dispute son premier match avec l'équipe de Géorgie espoirs contre la France. Il entre en jeu et marque également son premier but, mais son équipe s'incline par trois buts à deux.
Arrivé au Lokomotiv Moscou, il honore sa première sélection avec l'équipe de Géorgie à 18 ans le 7 juin 2019, à l'occasion d'un match des éliminatoires de l'Euro 2020 face à Gibraltar. Lors de ce match, il est titularisé sur l'aile gauche de l'attaque et son équipe s'impose par trois buts à zéro.
Le 28 mars 2021, il marque un but face à l’Espagne en match de qualification pour la Coupe du monde 2022. Le 11 novembre 2021, il se fait remarquer lors d'un match de qualification pour la Coupe du monde 2022 en réalisant un doublé, son premier en sélection, contre la Suède. Il permet ainsi à son équipe de l'emporter (2-0 score final),.
En août 2022, il compte 17 sélections et 8 buts.
Le 22 mai 2024, il fait partie de la liste des 26 joueurs convoqués par Willy Sagnol pour disputer l'Euro 2024. Le 26 juin 2024, il inscrit son premier but dans le tournoi face au Portugal lors du dernier match de poules. Son but contribue au succès géorgien 2-0 permettant à la Géorgie de se qualifier en 1/8e de finale pour la première fois de son histoire.

## Style de jeu
Khvicha Kvaratskhelia est ambidextre et peut évoluer sur les deux ailes de l'attaque ou meneur de jeu.
Il reconnaît avoir une préférence pour le côté gauche, ainsi qu’une appétence pour les coups de pied arrêtés. « C'est un joueur qui a de bonnes qualités pour jouer en un contre un et tirer au but. Il a plus de solutions parce qu'il tire avec son pied gauche et son pied droit » souligne Luciano Spalletti, l'entraîneur lors de son arrivée au SSC Napoli en 2022. Quelques semaines plus tard, ce dernier ajoute : « Il a la capacité extraordinaire de passer et de tirer à droite et à gauche. Sa polyvalence fait de lui un extraterrestre ».

## Statistiques

### Par saison
| Saison                | Club                    | Championnat           | Championnat | Championnat | Championnat | Coupe(s) nationale(s) | Coupe(s) nationale(s) | Coupe(s) nationale(s) | Supercoupe | Supercoupe | Supercoupe | Compétition(s) continentale(s) | Compétition(s) continentale(s) | Compétition(s) continentale(s) | Compétition(s) continentale(s) | Coupe du monde des clubs | Coupe du monde des clubs | Coupe du monde des clubs | Total | Total | Total |
| Saison                | Club                    | Division              | M.          | B.          | P.d.        | M.                    | B.                    | P.d.                  | M.         | B.         | P.d.       | Comp.                          | M.                             | B.                             | P.d.                           | M.                       | B.                       | P.d.                     | M.    | B.    | P.d.  |
| 2017                  | FC Dinamo Tbilissi      | Erovnuli Liga         | 4           | 1           | 1           | 1                     | 0                     | 0                     | -          | -          | -          | -                              | -                              | -                              | -                              | -                        | -                        | -                        | 5     | 1     | 1     |
| 2018                  | FC Roustavi             | Erovnuli Liga         | 18          | 3           | 3           | -                     | -                     | -                     | -          | -          | -          | -                              | -                              | -                              | -                              | -                        | -                        | -                        | 18    | 3     | 3     |
| 2018-2019             | Lokomotiv Moscou (prêt) | Premier-Liga          | 7           | 1           | 0           | 3                     | 0                     | 0                     | -          | -          | -          | -                              | -                              | -                              | -                              | -                        | -                        | -                        | 10    | 1     | 0     |
| 2019-2020             | FK Rubin Kazan          | Premier-Liga          | 27          | 3           | 5           | 1                     | 0                     | 0                     | -          | -          | -          | -                              | -                              | -                              | -                              | -                        | -                        | -                        | 28    | 3     | 5     |
| 2020-2021             | FK Rubin Kazan          | Premier-Liga          | 23          | 4           | 8           | -                     | -                     | -                     | -          | -          | -          | -                              | -                              | -                              | -                              | -                        | -                        | -                        | 23    | 4     | 8     |
| 2021-2022             | FK Rubin Kazan          | Premier-Liga          | 19          | 2           | 5           | 1                     | 0                     | 0                     | -          | -          | -          | C4                             | 2                              | 0                              | 0                              | -                        | -                        | -                        | 22    | 2     | 5     |
| Sous-total            | Sous-total              | Sous-total            | 69          | 9           | 18          | 2                     | 0                     | 0                     | -          | -          | -          | -                              | 2                              | 0                              | 0                              | -                        | -                        | -                        | 73    | 9     | 18    |
| 2022                  | Dinamo Batoumi          | Erovnuli Liga         | 11          | 8           | 2           | -                     | -                     | -                     | -          | -          | -          | -                              | -                              | -                              | -                              | -                        | -                        | -                        | 11    | 8     | 2     |
| 2022-2023             | SSC Naples              | Serie A               | 34          | 12          | 10          | -                     | -                     | -                     | -          | -          | -          | C1                             | 9                              | 2                              | 4                              | -                        | -                        | -                        | 43    | 14    | 14    |
| 2023-2024             | SSC Naples              | Serie A               | 34          | 11          | 6           | 1                     | 0                     | 0                     | 2          | 0          | 0          | C1                             | 8                              | 0                              | 1                              | -                        | -                        | -                        | 45    | 11    | 7     |
| 2024-2025             | SSC Naples              | Serie A               | 17          | 5           | 3           | 2                     | 0                     | 0                     | -          | -          | -          | -                              | -                              | -                              | -                              | -                        | -                        | -                        | 19    | 5     | 3     |
| Sous-total            | Sous-total              | Sous-total            | 85          | 28          | 19          | 3                     | 0                     | 0                     | 2          | 0          | 0          | -                              | 17                             | 2                              | 5                              | -                        | -                        | -                        | 107   | 30    | 24    |
| 2024-2025             | Paris Saint-Germain     | Ligue 1               | 14          | 4           | 3           | 2                     | 0                     | 1                     | 0          | 0          | 0          | C1                             | 9                              | 3                              | 2                              | 7                        | 1                        | 2                        | 32    | 8     | 8     |
| Total sur la carrière | Total sur la carrière   | Total sur la carrière | 208         | 54          | 46          | 11                    | 0                     | 1                     | 2          | 0          | 0          | -                              | 28                             | 5                              | 7                              | 7                        | 1                        | 2                        | 256   | 60    | 56    |

## En équipe nationale
| Saison                | Sélection             | Phases finales        | Phases finales | Phases finales | Phases finales | Éliminatoires | Éliminatoires | Éliminatoires | Ligue Nations UEFA | Ligue Nations UEFA | Ligue Nations UEFA | Matchs amicaux | Matchs amicaux | Matchs amicaux | Total | Total | Total |
| Saison                | Sélection             | Compétition           | M              | B              | Pd             | M             | B             | Pd            | M                  | B                  | Pd                 | M              | B              | Pd             | M     | B     | Pd    |
| --------------------- | --------------------- | --------------------- | -------------- | -------------- | -------------- | ------------- | ------------- | ------------- | ------------------ | ------------------ | ------------------ | -------------- | -------------- | -------------- | ----- | ----- | ----- |
| 2018-2019             | Géorgie               | -                     | -              | -              | -              | 1             | 0             | 0             | -                  | -                  | -                  | -              | -              | -              | 1     | 0     | 0     |
| 2020-2021             | Géorgie               | -                     | -              | -              | -              | 4             | 2             | 0             | 3                  | 1                  | 2                  | -              | -              | -              | 7     | 3     | 2     |
| 2021-2022             | Géorgie               | -                     | -              | -              | -              | 3             | 2             | 0             | 4                  | 3                  | 2                  | 2              | 0              | 1              | 9     | 5     | 3     |
| 2022-2023             | Géorgie               | -                     | -              | -              | -              | 3             | 0             | 0             | 2                  | 2                  | 1                  | -              | -              | -              | 5     | 2     | 1     |
| 2023-2024             | Géorgie               | Euro 2024             | 4              | 1              | 0              | 6             | 4             | 1             | -                  | -                  | -                  | 2              | 1              | 1              | 12    | 6     | 2     |
| 2024-2025             | Géorgie               | -                     | -              | -              | -              | -             | -             | -             | 7                  | 2                  | 2                  | -              | -              | -              | 7     | 2     | 2     |
| Total sur la carrière | Total sur la carrière | Total sur la carrière | 4              | 1              | 0              | 17            | 8             | 1             | 16                 | 8                  | 7                  | 4              | 1              | 2              | 41    | 18    | 10    |

### Buts internationaux
| Buts internationaux de Khvicha Kvaratskhelia[réf. nécessaire] | Buts internationaux de Khvicha Kvaratskhelia[réf. nécessaire] | Buts internationaux de Khvicha Kvaratskhelia[réf. nécessaire] | Buts internationaux de Khvicha Kvaratskhelia[réf. nécessaire] | Buts internationaux de Khvicha Kvaratskhelia[réf. nécessaire] | Buts internationaux de Khvicha Kvaratskhelia[réf. nécessaire] | Buts internationaux de Khvicha Kvaratskhelia[réf. nécessaire] | Buts internationaux de Khvicha Kvaratskhelia[réf. nécessaire] | Buts internationaux de Khvicha Kvaratskhelia[réf. nécessaire] |
| #                                                             | Date                                                          | Lieu                                                          | Adversaire                                                    | Résultat                                                      | Compétition                                                   | Notes                                                         | Notes                                                         | Sel.                                                          |
| ------------------------------------------------------------- | ------------------------------------------------------------- | ------------------------------------------------------------- | ------------------------------------------------------------- | ------------------------------------------------------------- | ------------------------------------------------------------- | ------------------------------------------------------------- | ------------------------------------------------------------- | ------------------------------------------------------------- |
| 1                                                             | 14 octobre 2020                                               | Stade national Toše-Proeski, Skopje, Macédoine du Nord        | Macédoine du Nord                                             | 1 - 1                                                         | Ligue des nations 2020-2021                                   | 0-1                                                           | 74e                                                           | 5e                                                            |
| 2                                                             | 28 mars 2021                                                  | Stade Boris-Paichadze, Tbilissi, Géorgie                      | Espagne                                                       | 1 - 2                                                         | Éliminatoires du Mondial 2022                                 | 1-0                                                           | 43e du pied gauche                                            | 7e                                                            |
| 3                                                             | 31 mars 2021                                                  | Stade de Toúmba, Thessalonique, Grèce                         | Grèce                                                         | 1 - 1                                                         | Éliminatoires du Mondial 2022                                 | 1-1                                                           | 78e                                                           | 8e                                                            |
| 4                                                             | 11 novembre 2021                                              | Stade de Batoumi, Batoumi, Géorgie                            | Suède                                                         | 2 - 0                                                         | Éliminatoires du Mondial 2022                                 | 1-0                                                           | 61e du pied droit                                             | 11e                                                           |
| 5                                                             | 11 novembre 2021                                              | Stade de Batoumi, Batoumi, Géorgie                            | Suède                                                         | 2 - 0                                                         | Éliminatoires du Mondial 2022                                 | 2-0                                                           | 77e                                                           | 11e                                                           |
| 6                                                             | 2 juin 2022                                                   | Stade Boris-Paichadze, Tbilissi, Géorgie                      | Gibraltar                                                     | 4 - 0                                                         | Ligue des nations 2022-2023                                   | 1-0                                                           | 12e du pied droit                                             | 14e                                                           |
| 7                                                             | 5 juin 2022                                                   | Ludogorets Arena, Razgrad, Bulgarie                           | Bulgarie                                                      | 2 - 5                                                         | Ligue des nations 2022-2023                                   | 1-4                                                           | 58e (pen.) du pied droit                                      | 15e                                                           |
| 8                                                             | 9 juin 2022                                                   | Stade national Toše-Proeski, Skopje, Macédoine du Nord        | Macédoine du Nord                                             | 0 - 3                                                         | Ligue des nations 2022-2023                                   | 0-2                                                           | 62e                                                           | 16e                                                           |
| 9                                                             | 23 septembre 2022                                             | Stade Boris-Paichadze, Tbilissi, Géorgie                      | Macédoine du Nord                                             | 2 - 0                                                         | Ligue des nations 2022-2023                                   | 2-0                                                           | 64e du pied droit                                             | 18e                                                           |
| 10                                                            | 26 septembre 2022                                             | Victoria Stadium, Gibraltar                                   | Gibraltar                                                     | 1 - 2                                                         | Ligue des nations 2022-2023                                   | 0-1                                                           | 19e (pen.) du pied droit                                      | 19e                                                           |
| 11                                                            | 12 octobre 2023                                               | Stade Mikheil-Meskhi, Tbilissi, Géorgie                       | Thaïlande                                                     | 8 - 0                                                         | Match amical                                                  | 8-0                                                           | 66e du pied droit                                             | 25e                                                           |
| 12                                                            | 15 octobre 2023                                               | Stade Mikheil-Meskhi, Tbilissi, Géorgie                       | Chypre                                                        | 4 - 0                                                         | Éliminatoires de l'Euro 2024                                  | 2-0                                                           | 58e du pied droit                                             | 26e                                                           |
| 13                                                            | 16 novembre 2023                                              | Stade Boris-Paichadze, Tbilissi, Géorgie                      | Écosse                                                        | 2 - 2                                                         | Éliminatoires de l'Euro 2024                                  | 1-0                                                           | 15e du pied droit                                             | 27e                                                           |
| 14                                                            | 16 novembre 2023                                              | Stade Boris-Paichadze, Tbilissi, Géorgie                      | Écosse                                                        | 2 - 2                                                         | Éliminatoires de l'Euro 2024                                  | 2-1                                                           | 57e du pied droit                                             | 27e                                                           |

## Palmarès

### En club
Formé en Géorgie où il ne remporte aucun titre mais termine vice-champion de Géorgie en 2017 avec le Dinamo Tbilissi, Khvicha Kvaratskhelia quitte son pays natal pour remporter son premier titre sous les couleurs du Lokomotiv Moscou en soulevant la Coupe de Russie en 2019.
Après quatre ans en Russie et un bref retour en Géorgie, c'est finalement sous les couleurs du SSC Napoli qu'il soulève son second titre et le premier titre majeur de sa carrière en étant sacré champion d'Italie en 2023. La même année, il est finaliste de la Supercoupe d'Italie.
En rejoignant le Paris Saint-Germain en janvier 2025 après une première moitié de saison avec le Napoli, Khvicha Kvaratskhelia remporte la même année la Ligue 1 et la Serie A. Il remporte aussi la Ligue des champions le 31 mai 2025 avec le PSG en marquant un but en finale. 
| SK Dinamo Tbilissi                                  | Lokomotiv Moscou (1)                                                                            | Dinamo Batoumi                                      | SSC Napoli (2)                                                                         | Paris Saint-Germain (3) |
| --------------------------------------------------- | ----------------------------------------------------------------------------------------------- | --------------------------------------------------- | -------------------------------------------------------------------------------------- | --- |
| - Championnat de Géorgie : - Vice-champion en 2017. | - Championnat de Russie : - Vice-champion en 2019. - Coupe de Russie (1) : - Vainqueur en 2019. | - Championnat de Géorgie : - Vice-champion en 2022. | - Serie A (2) : - Champion en 2023 et 2025. - Supercoupe d'Italie - Finaliste en 2023. | - Ligue 1 (1) : - Champion en 2025. - Coupe de France (1) : - Vainqueur en 2025. - Ligue des champions (1) : - Vainqueur en 2025. - Coupe du monde des clubs : - Finaliste en 2025 |

### Distinctions individuelles
- Meilleur jeune joueur du championnat de Russie : saison 2019-2020, saison 2020-2021.
- Meilleur attaquant gauche du championnat de Russie : saison 2020-2021.
- Footballeur géorgien de l'année : 2020, 2021, 2022, 2023.
- Joueur du mois de Serie A : août 2022, février 2023, mars 2023.
- Meilleur joueur de Serie A : saison 2022-2023.
- Meilleur passeur de Serie A : saison 2022-2023.
- 17e au Ballon d'or 2023.
- Meilleur jeune joueur de Ligue des champions 2022-2023.

## Vie privée
Khvicha est le fils de Badri Kvaratskhelia, un footballeur géorgien qui a joué au Dinamo Tbilissi. Il a deux frères, dont son cadet Tornike (né en 2010), également footballeur.
En août 2022, Kvaratskhelia a révélé dans une interview qu'il fréquentait depuis un an Nitsa Tavadze, une étudiante en médecine géorgienne. Leur mariage a eu lieu au monastère de Samtavro à Mtskheta en octobre 2023.
Ensemble, ils ont eu un enfant, Damiane, né le 21 août 2024 à Tbilissi.
Il est aussi parrain du fils de Zuriko Davitashvili.